# Estupro da Bélgica
O Estupro da Bélgica foi uma série de crimes de guerra sistemáticos, especialmente assassinatos em massa e deportações, cometidos por tropas alemãs contra civis belgas durante a invasão e ocupação da Bélgica durante a Primeira Guerra Mundial.
A neutralidade da Bélgica havia sido garantida pelo Tratado de Londres de 1839, que havia sido assinado pela Confederação Germânica (da qual a Prússia era membro). Entretanto, o Plano Schlieffen alemão exigia que as forças armadas alemãs avançassem pela Bélgica (violando assim sua neutralidade) para flanquear o exército francês, concentrado no leste da França. O chanceler alemão, Theobald von Bethmann Hollweg, rejeitou o tratado de 1839 como um "pedaço de papel".  Ao longo da guerra, o exército alemão envolveu-se sistematicamente em inúmeras atrocidades contra a população civil da Bélgica, incluindo a destruição intencional de propriedade civil; soldados alemães assassinaram mais de 6.000 civis belgas e 17.700 morreram durante expulsões, deportações, prisões ou sentenças de morte por tribunal.  O Fio da Morte, uma cerca elétrica letal mantida pelo Exército Alemão para impedir que civis fugissem da ocupação para a Holanda, resultou na morte de mais de 3.000 civis belgas. Cerca de 120.000 foram forçados a trabalhar e deportados para a Alemanha.   Só em 1914, as forças alemãs destruíram 25.000 casas e outros edifícios em 837 comunidades, e 1,5 milhões de belgas (20% de toda a população) fugiram do exército alemão invasor. :13

## Crimes de guerra

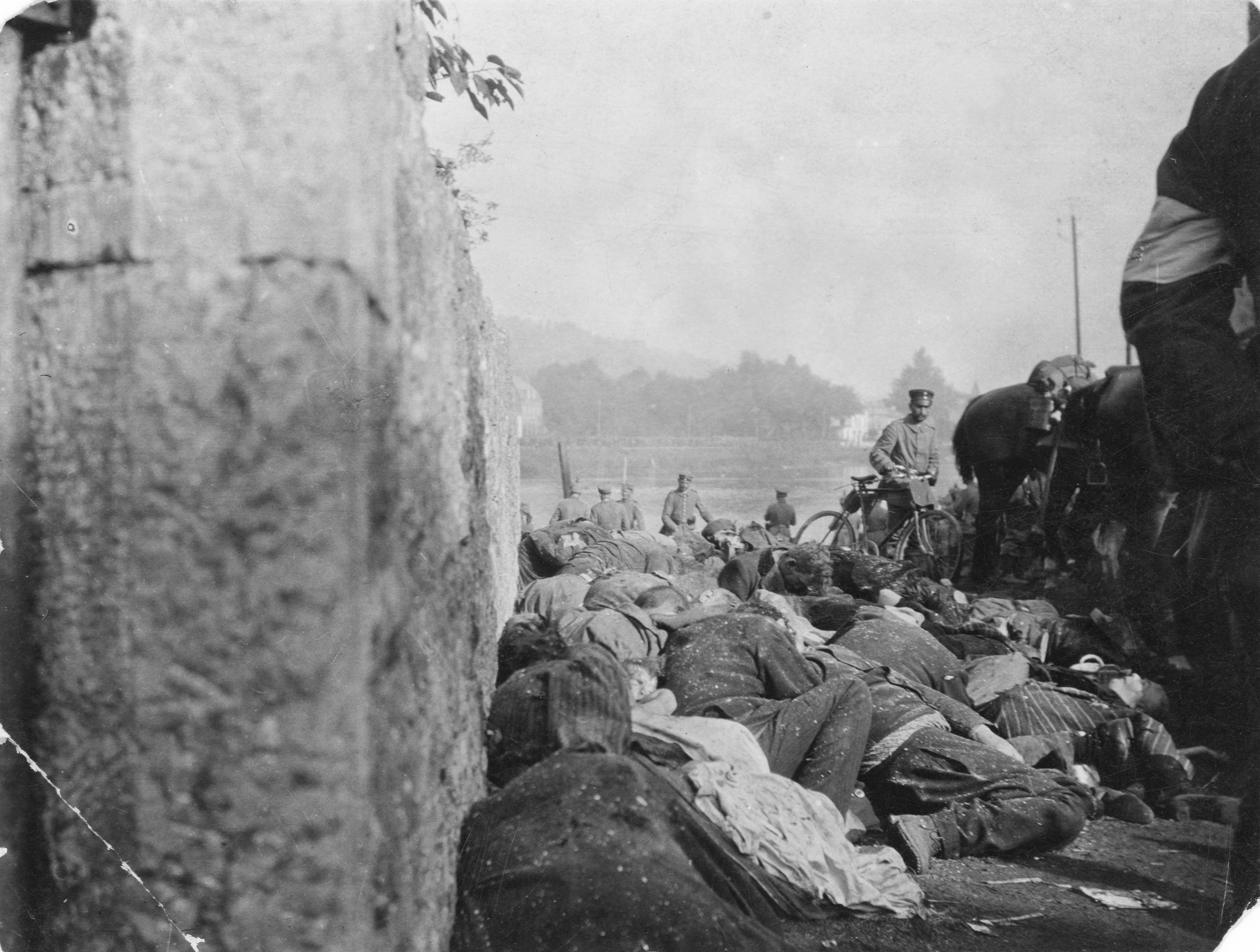
Cadáveres de vítimas do Saque de Dinant no "Muro de Bourdon"

Em alguns lugares, as atrocidades foram premeditadas primeiro em Dinant, e particularmente em Liège, Andenne e Leuven. :573–4 Em Dinant, o exército alemão acreditava que os habitantes eram tão perigosos quanto os próprios soldados franceses.  

### Vitimização de civis
As tropas alemãs, com medo dos guerrilheiros belgas, ou francs-tireurs ("atiradores livres"), queimaram casas e assassinaram civis em todo o leste e centro da Bélgica, incluindo Aarschot (156 assassinados), Andenne (211 assassinados), Seilles, Tamines (383 assassinados) e Dinant (674 assassinados).  Soldados alemães assassinaram civis belgas indiscriminadamente e impunemente, tendo como vítimas homens, mulheres e crianças.  Na província de Brabante, as freiras eram despidas à força sob o pretexto de serem espiãs ou homens disfarçados. :164 Em Aarschot e arredores, entre 19 de agosto e a retomada da cidade em 9 de setembro, soldados alemães estupraram repetidamente mulheres belgas. A violação era quase tão ubíqua como o assassinato, o incêndio criminoso e a pilhagem, embora nunca tão visível. :164–165

### Saque de Leuven

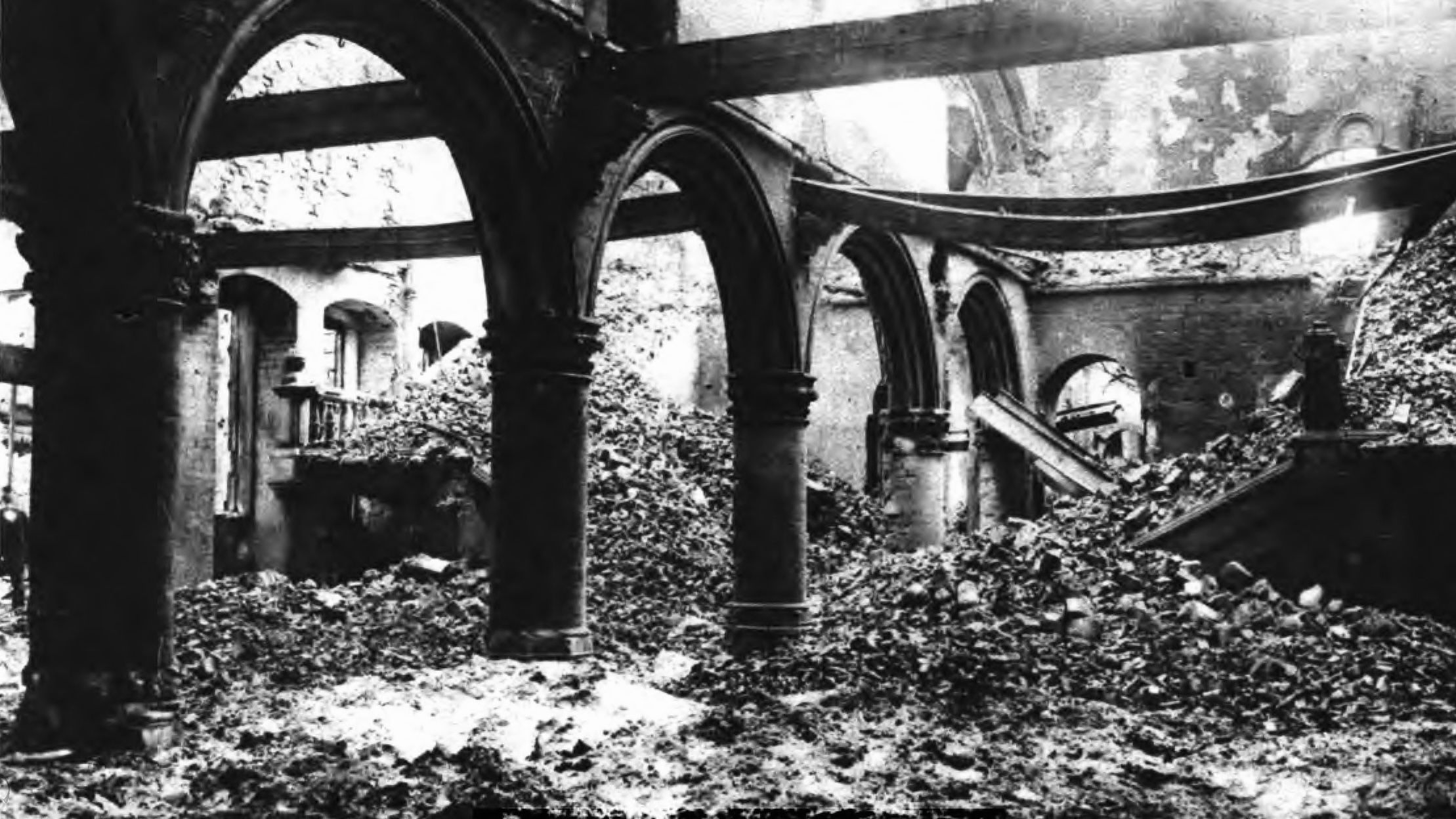
As ruínas da biblioteca da Universidade Católica de Leuven depois de ter sido incendiada pelo exército alemão em 1914

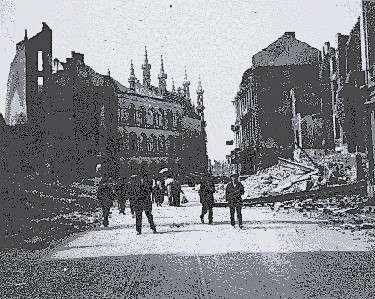
A cidade destruída de Leuven em 1915

Em 25 de agosto de 1914, o exército alemão devastou a cidade de Leuven, queimando deliberadamente a biblioteca da universidade, destruindo aproximadamente 230.000 livros, 950 manuscritos e 800 incunábulos.  Os soldados alemães incendiaram casas de civis e dispararam contra os cidadãos onde estes se encontravam,  com mais de 2.000 edifícios destruídos e 10.000 habitantes deslocados, dos quais 1.500 foram deportados para a Alemanha. Os alemães saquearam e transferiram grandes quantidades de materiais estratégicos, alimentos e equipamentos industriais modernos para a Alemanha durante 1914. Estas ações provocaram a condenação mundial.  (Também houve vários incidentes de fogo amigo entre grupos de soldados alemães durante a confusão). 

## Desmantelamento industrial

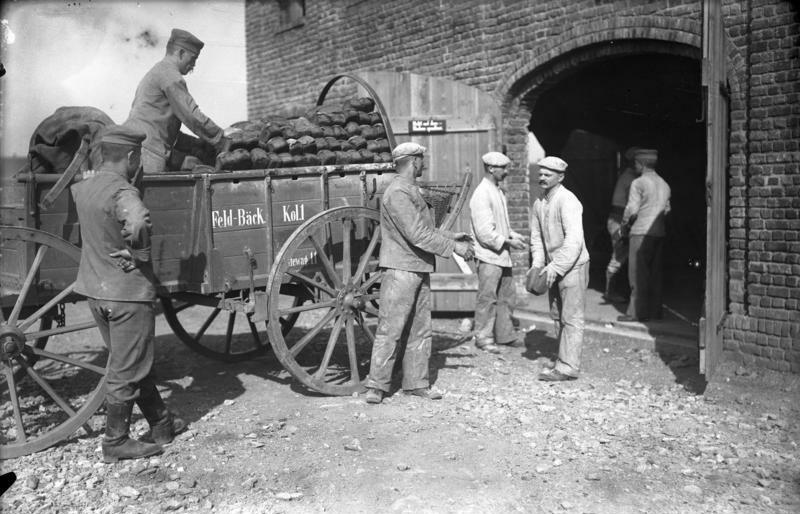
Uma padaria industrial perto do Saliente de Ypres costumava alimentar o Exército Alemão

À medida que a matéria-prima normalmente importada do estrangeiro secava, mais empresas despediam trabalhadores.  O desemprego se tornou um grande problema e aumentou a dependência da caridade distribuída por instituições e organizações civis. Cerca de 650.000 pessoas estavam desempregadas entre 1915 e 1918.  
As autoridades alemãs usaram a crise do desemprego para saquear máquinas industriais de fábricas belgas, que eram enviadas para a Alemanha intactas ou derretidas. As políticas alemãs promulgadas pelo Governo Geral Imperial Alemão da Bélgica iriam atrasar grandemente a recuperação económica belga após o fim da guerra. 

## Propaganda de guerra

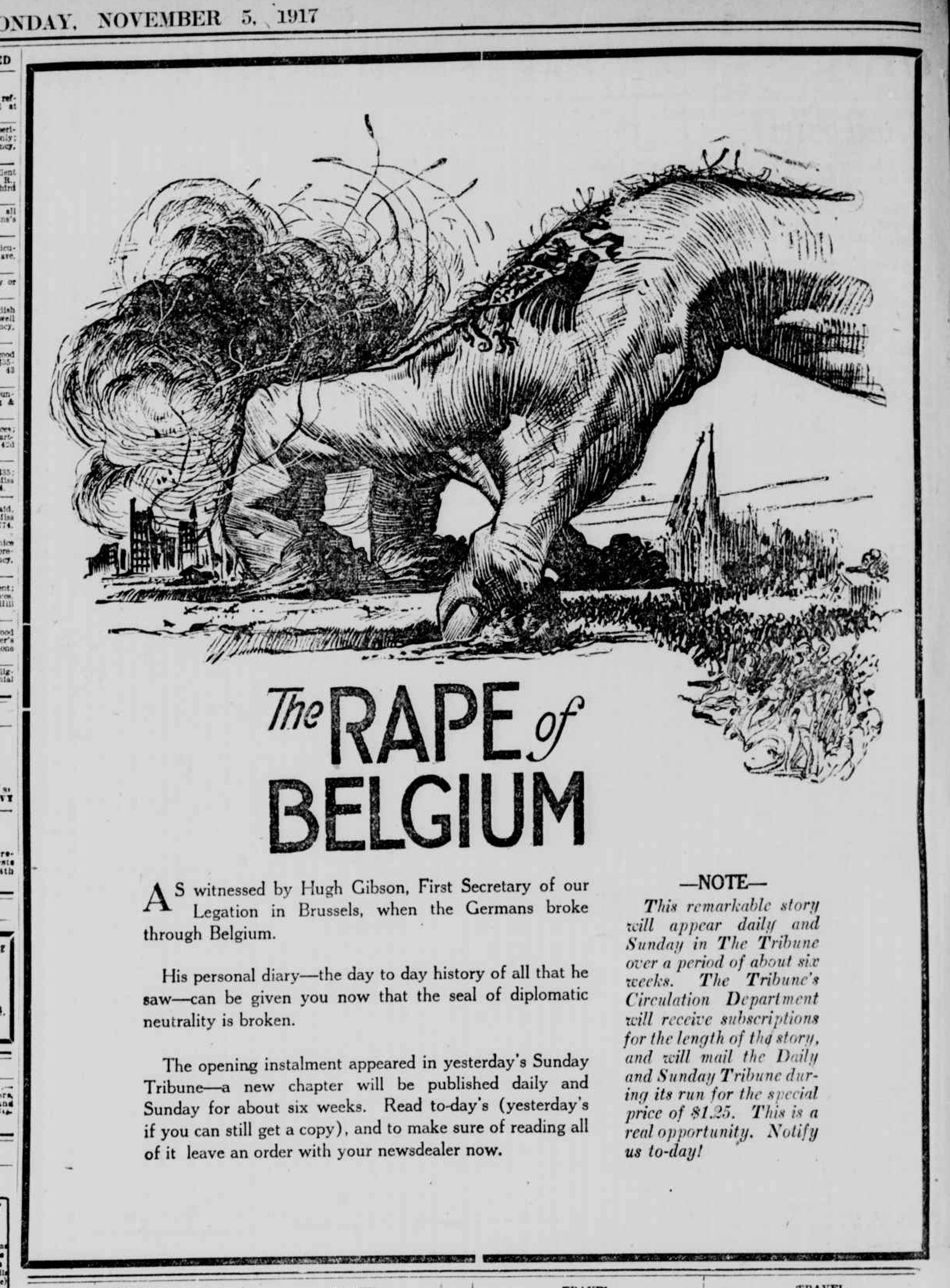
O Estupro da Bélgica foi usado nos Estados Unidos como propaganda para gerar apoio popular à intervenção americana na guerra europeia.

Em relação às representações das atrocidades na imprensa britânica, a historiadora Nicoletta Gullace escreve, em concordância com outros como Susan Kingsley Kent, que "a invasão da Bélgica, com o seu sofrimento muito real, foi, no entanto, representada de uma forma altamente estilizada que se debruçava sobre actos sexuais perversos, mutilações escabrosas e relatos gráficos de abuso infantil de veracidade muitas vezes duvidosa". :19 Na Grã-Bretanha, muitos publicitários patriotas propagaram essas histórias por conta própria. Por exemplo, o escritor popular William Le Queux descreveu o exército alemão como "um vasto bando de Jack-o-Estripadores" e descreveu em detalhes gráficos eventos como uma governanta enforcada nua e mutilada, a baioneta de um pequeno bebé, ou os "gritos de mulheres moribundas", violadas e "horrivelmente mutiladas" por soldados alemães, acusando-os de mutilar as mãos, os pés ou os seios das suas vítimas. :18–19
Gullace argumenta que "os propagandistas britânicos estavam ansiosos para passar o mais rápido possível de uma explicação da guerra focada no assassinato de um arquiduque austríaco e sua esposa por nacionalistas sérvios para a questão moralmente inequívoca da invasão da Bélgica neutra". Para apoiar sua tese, ela cita duas cartas de Lord Bryce. Na primeira carta, Bryce escreve: "Deve haver algo fatalmente errado com a nossa chamada civilização, pois esta causa sérvia causou uma calamidade tão terrível que se abateu sobre toda a Europa". Numa carta subsequente, Bryce escreve: "A única coisa que nos conforta nesta guerra é que estamos todos absolutamente convencidos da justiça da causa e do nosso dever, uma vez que a Bélgica tenha sido invadida, de pegar na espada". :20
Embora a infame expressão alemã "pedaço de papel" (referindo-se ao Tratado de Londres de 1839) tenha galvanizado um grande segmento de intelectuais britânicos em apoio à guerra, :21–22 em círculos mais proletários essa imagem teve menos impacto. Por exemplo, o político trabalhista Ramsay MacDonald, ao ouvir sobre isso, declarou: "Nunca armamos nosso povo e pedimos que eles dessem suas vidas por uma causa menos boa do que esta". Os recrutadores do exército britânico relataram problemas em explicar as origens da guerra em termos legalistas. :23
À medida que o avanço alemão na Bélgica progredia, os jornais britânicos começaram a publicar histórias sobre as atrocidades alemãs. A imprensa britânica, tanto a de "qualidade" quanto a tabloide, demonstrou menos interesse no "inventário infinito de propriedades roubadas e bens requisitados" que constituíam a maior parte dos relatórios oficiais belgas. Em vez disso, relatos de estupros e mutilações bizarras inundaram a imprensa britânica. O discurso intelectual sobre o “pedaço de papel” foi então misturado com imagens mais gráficas que retratavam a Bélgica como uma mulher brutalizada, exemplificadas pelas caricaturas de Louis Raemaekers, :24 cujas obras foram amplamente distribuídas nos EUA. 
Parte da imprensa, como o editor do The Times e Edward Tyas Cook, expressou preocupações de que histórias aleatórias, algumas das quais foram comprovadamente invenções descaradas, enfraqueceriam as imagens poderosas e pediram uma abordagem mais estruturada. A imprensa alemã e americana questionou a veracidade de muitas histórias, e o fato de o British Press Bureau não censurá-las colocou o governo britânico em uma posição delicada. O Comitê Bryce foi finalmente nomeado em Dezembro de 1914 para investigar. :26–28 Bryce foi considerado altamente adequado para liderar o esforço devido às suas atitudes pró-alemãs antes da guerra e à sua boa reputação nos Estados Unidos, onde serviu como embaixador da Grã-Bretanha, bem como à sua experiência jurídica. :30

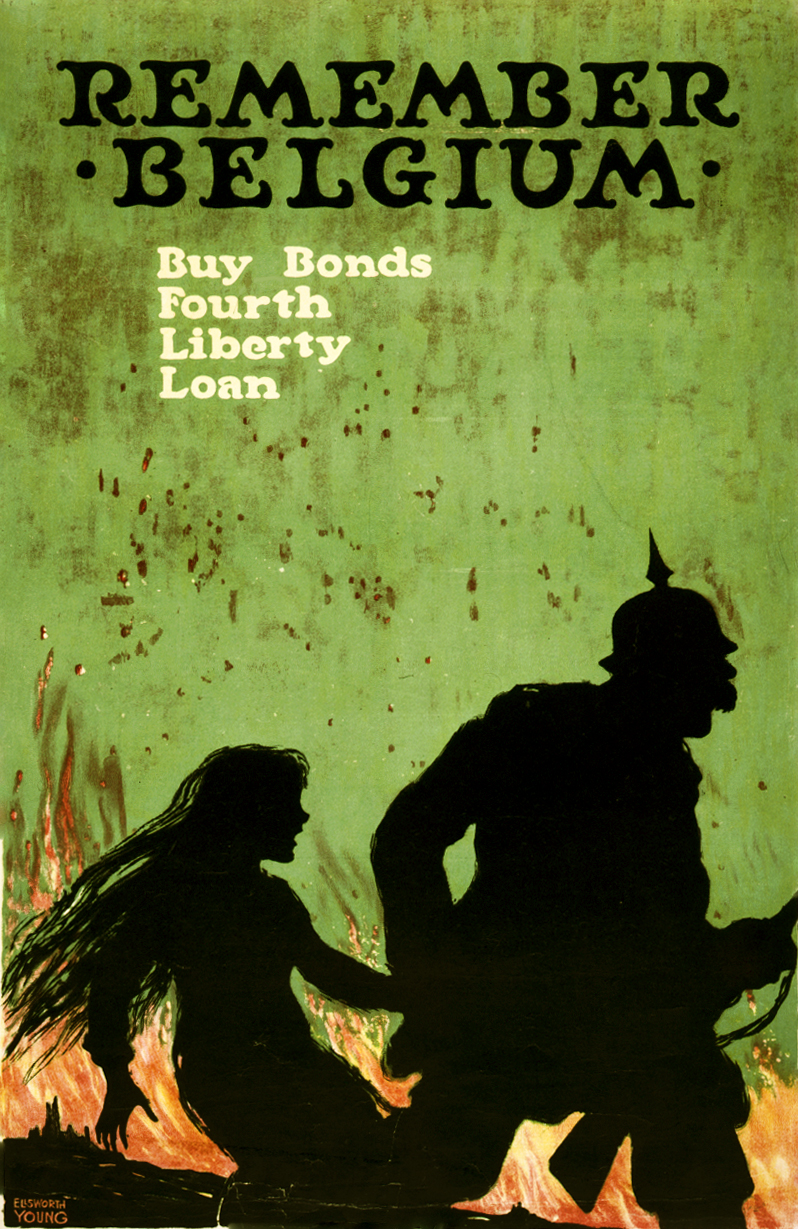
Cartaz de propaganda dos EUA da Primeira Guerra Mundial

Os esforços de investigação da comissão limitaram-se a testemunhos previamente registados e foram criticados por muitos escritores,  embora investigadores posteriores tenham considerado que as suas conclusões eram substancialmente justificadas, com a maioria das alegações duvidosas a serem filtradas.   Gullace argumenta que "a comissão foi essencialmente chamada a conduzir uma investigação simulada que substituiria o bom nome de Lord Bryce pelos milhares de nomes desaparecidos das vítimas anônimas cujas histórias apareceram nas páginas do relatório". A comissão publicou seu relatório em maio de 1915. Charles Masterman, o diretor do British War Propaganda Bureau, escreveu a Bryce: "Seu relatório varreu a América. Como você provavelmente sabe, até os mais céticos se declaram convertidos, só porque ele é assinado por você!" :30 Traduzido para dez línguas até junho, o relatório foi a base de muita propaganda de guerra subsequente e foi usado como livro de referência para muitas outras publicações, garantindo que as atrocidades se tornassem um leitmotiv da propaganda da guerra até a campanha final "Enforquem o Kaiser". :31–23
Relatos sensacionalistas persistiram e apareceram fora da Grã-Bretanha. Por exemplo, em março de 1917, Arnold J. Toynbee publicou na América The German Terror in Belgium, que enfatizou os relatos mais gráficos da depravação sexual alemã "autêntica", como: "Na praça do mercado de Gembloux, um mensageiro belga viu o corpo de uma mulher presa à porta de uma casa por uma espada cravada em seu peito. O corpo estava nu e os seios haviam sido cortados." 
Grande parte das publicações durante a guerra na Grã-Bretanha visavam, na verdade, atrair o apoio americano.  Um artigo de 1929 no The Nation afirmou: "Em 1916, os Aliados estavam apresentando todas as histórias possíveis de atrocidades para ganhar a simpatia neutra e o apoio americano. Fomos alimentados todos os dias com [...] histórias de crianças belgas cujas mãos foram cortadas, do soldado canadense que foi crucificado na porta de um celeiro, das enfermeiras cujos seios foram cortados, do hábito alemão de destilar glicerina e gordura de seus mortos para obter lubrificantes; e todo o resto." 

"The Germans Arrive", do artista americano George Bellows, retratando as atrocidades alemãs na Bélgica.

A quarta campanha de títulos da Liberty, em 1918, utilizou um cartaz com a frase "Lembre-se da Bélgica", que retratava a silhueta de uma jovem belga sendo arrastada por um soldado alemão, tendo como pano de fundo uma vila em chamas; a historiadora Kimberly Jensen interpreta essa imagem como "Eles estão sozinhos na noite, e o estupro parece iminente. O cartaz demonstra que os líderes se basearam no conhecimento e nas suposições do público americano sobre o uso do estupro na invasão alemã da Bélgica." 
No seu livro Roosevelt e Hitler, Robert E. Herzstein afirmou que "Os alemães não conseguiam encontrar uma forma de contrariar a poderosa propaganda britânica sobre o 'Estupro da Bélgica' e outras alegadas atrocidades".  Uma tentativa foi a publicação de sua própria narrativa de atrocidades no Livro Branco Alemão, que incluía supostas atrocidades cometidas por civis belgas contra soldados alemães. Uma investigação de 1967 do jurista alemão Hermann Kantorowicz descobriu que 75% dos documentos do livro eram falsificados. 
Sobre o legado da propaganda, Gullace comentou que “uma das tragédias do esforço britânico para fabricar a verdade é a forma como o sofrimento autêntico foi tornado suspeito por contos fabricados”. :32 No entanto, a historiadora Linda Robertson critica o revisionismo da Segunda Guerra Mundial cometido pelos isolacionistas americanos, que pretendiam culpar a propaganda britânica pela entrada dos EUA na Primeira Guerra Mundial e, assim, desacreditar as notícias sobre as atrocidades nazistas. Robertson escreve que a reação contra a propaganda também pode “ter o efeito de obscurecer o que aconteceu”. 

## Consequências

### Número de mortos
Os alemães foram responsáveis pela morte de 23.700 civis belgas (6.000 belgas assassinados, 17.700 morreram durante a expulsão, deportação, na prisão ou condenados à morte pelo tribunal) e causaram outras 10.400 vítimas permanentes e 22.700 temporárias, com 18.296 crianças se tornando órfãs de guerra. As perdas militares foram de 26.338 mortos, mortos por ferimentos ou acidentes, 14.029 mortos por doenças ou desaparecidos. 
Além disso, a Alemanha desviou alimentos e fertilizantes para o mercado alemão durante a ocupação. Embora parte das necessidades belgas tenha sido satisfeita pela Comissão de Socorro na Bélgica, a crise alimentar resultante contribuiu para um número estimado de 90.000 mortes indiretas excessivas durante a guerra.  

### Análise posterior

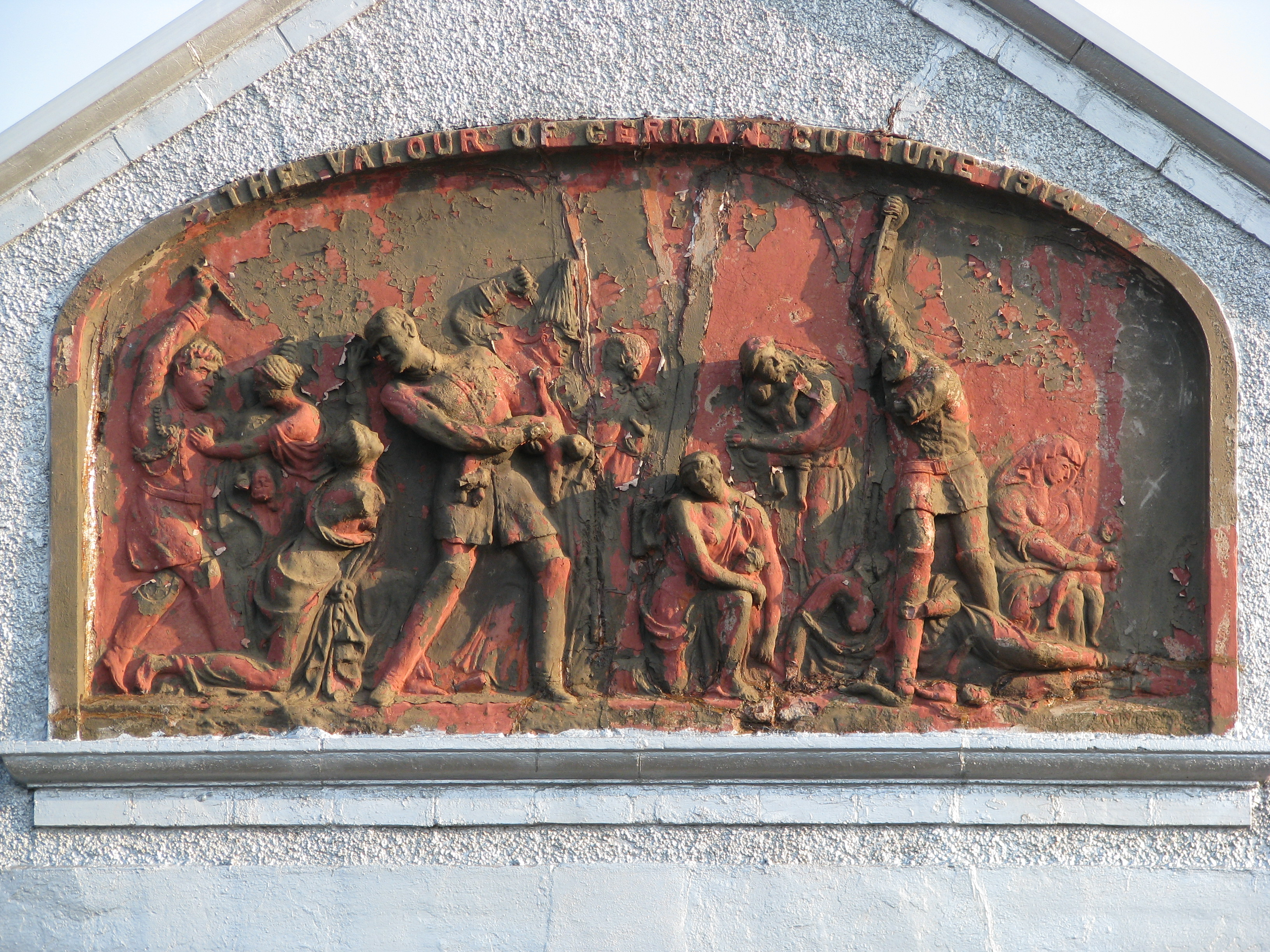
Uma relíquia da Grande Guerra em Bonnington, Edimburgo. Ela retrata mulheres sendo atacadas por soldados.

Na década de 1920, os crimes de guerra de agosto de 1914 foram frequentemente descartados como propaganda britânica. Mais tarde, vários estudiosos examinaram os documentos originais e concluíram que ocorreram atrocidades em larga escala, embora reconhecessem que outras histórias eram invenções.  :162  Existe um debate entre aqueles que acreditam que o exército alemão agiu principalmente por paranóia, em retaliação a incidentes reais ou imaginários envolvendo ações de resistência por civis belgas, e aqueles (incluindo Lipkes) que enfatizam causas adicionais, sugerindo uma associação com ações alemãs na era nazista.
Segundo Larry Zuckerman, a ocupação alemã excedeu em muito as restrições impostas pelo direito internacional a uma potência ocupante. Uma administração militar alemã autoritária procurou regular todos os detalhes da vida diária, tanto a nível pessoal com restrições de viagem e punições colectivas, como a nível económico, aproveitando a indústria belga em benefício da Alemanha e cobrando repetidas indemnizações maciças às províncias belgas.  Antes da guerra, a Bélgica produzia 4,4 por cento do comércio mundial. :44 Mais de 100.000 trabalhadores belgas foram deportados à força para a Alemanha para trabalhar na economia de guerra e para o norte da França para construir estradas e outras infraestruturas militares para o exército alemão. 

### Estudos históricos
Estudos históricos recentes e aprofundados sobre atos alemães na Bélgica incluem:
- The Rape of Belgium: The Untold Story of World War I, de Larry Zuckerman
- Rehearsals: The German Army in Belgium, August 1914 por Jeff Lipkes
- German Atrocities 1914: A History of Denial por John Horne e Alan Kramer. [45]
- Schuldfragen. Belgischer Untergrundkrieg und deutsche Vergeltung im August 1914 por Ulrich Keller

Horne e Kramer descrevem algumas das motivações para as táticas alemãs, principalmente (mas não apenas) o medo coletivo de uma "Guerra Popular" (Volkskrieg):
A fonte da fantasia colectiva da Guerra Popular e das duras represálias com que o exército alemão (até ao seu nível mais alto) respondeu encontra-se na memória da Guerra Franco-Prussiana de 1870-1, quando os exércitos alemães enfrentaram soldados republicanos irregulares (ou francs-tireurs), e na forma como o espectro do envolvimento civil na guerra evocou os piores receios de desordem democrática e revolucionária para um corpo de oficiais conservador.
Os mesmos autores identificam uma série de fatores contributivos:
- inexperiência levando à falta de disciplina entre os soldados alemães
- embriaguez
- incidentes de 'fogo amigo' decorrentes do pânico
- colisões frequentes com retaguardas belgas e francesas, levando à confusão
- raiva pela teimosa e inicialmente bem-sucedida defesa de Liège durante a Batalha de Liège
- raiva da resistência belga, não são vistos como um povo com direito a se defender
- animosidade prevalecente em relação ao catolicismo romano entre elementos do exército alemão
- regulamentos de serviço de campo alemães ambíguos ou inadequados em relação a civis
- falha da logística alemã que mais tarde levou a pilhagens descontroladas [47]

Estudos recentes conduzidos por Ulrich Keller questionaram o raciocínio de Horne e Kramer. Keller afirma que a razão para o comportamento brutal dos alemães nos primeiros meses da invasão foi a existência de um movimento partidário belga substancial. Ele afirma que a resistência organizada foi liderada pela Garde Civique. Como prova, ele aponta os registros médicos alemães que mostram um número substancial de soldados alemães feridos por espingardas  que não estavam em uso pelos alemães nem pelas unidades de retaguarda francesas ou belgas, bem como depoimentos de soldados alemães e diários de guerra regimentais. 
As alegações de Keller levaram a uma discussão entre historiadores que levou à realização de uma conferência em 2017, na qual suas alegações receberam respostas mistas. Embora as provas fornecidas por Keller possam sugerir uma resistência mais do que meramente esporádica por parte dos combatentes irregulares belgas, os historiadores criticaram a sua selecção de fontes e argumentaram a necessidade de investigação adicional, particularmente sobre o papel belga em 1914 e a questão fundamental de quão generalizada tinha sido a resistência irregular, para fundamentar o seu caso. 
Mais críticas foram posteriormente publicadas por Horne e Kramer.  Uma análise mais ambivalente foi escrita por Markus Pöhlmann, que critica tanto Horne quanto Kramer, e Keller, por serem excessivamente tendenciosos no uso e na confiança nas fontes. (Civis belgas no primeiro caso, fontes militares alemãs no último). Pöhlmann escreve que Keller interpretou mal a disposição militar belga no início da Primeira Guerra Mundial em sua conclusão sobre a resistência organizada, argumentando que o envolvimento civil espontâneo generalizado (e a confusão alemã em relação às ações tomadas por unidades militares belgas ou francesas) era mais provável, e que Keller foi excessivamente zeloso em minimizar a escala das atrocidades alemãs. No entanto, ele afirma que o argumento principal de Horne e Kramer, de que o medo alemão era um resquício irracional da guerra franco-prussiana, não era convincente. A ordem militar alemã entrou em colapso de uma forma sem precedentes, mas isso foi influenciado pelo stress das suas experiências com uma população belga hostil.  Fora da Alemanha, a maioria dos estudiosos internacionais rejeita o trabalho de Keller devido ao seu uso “acrítico e seletivo” das fontes.  

### Legado
Em uma cerimônia de comemoração em 6 de maio de 2001, na cidade belga de Dinant, com a presença do ministro da defesa belga, André Flahaut, veteranos da Segunda Guerra Mundial e os embaixadores da Alemanha, França e Grã-Bretanha, o secretário de estado do Ministério da Defesa alemão, Walter Kolbow, pediu desculpas oficialmente pelo massacre de 674 civis ocorrido em 23 de agosto de 1914, após a Batalha de Dinant:
Temos que reconhecer as injustiças que foram cometidas e pedir perdão. É isso que estou fazendo hoje com profunda convicção. Peço desculpas a todos vocês pela injustiça que os alemães cometeram nesta cidade.
O Sr. Kolbow depositou uma coroa de flores e curvou-se diante de um monumento às vítimas com a inscrição: Aos 674 mártires de Dinantais, vítimas inocentes da barbárie alem .  